# Estádio da Luz
O Estádio da Luz ou Estádio do Sport Lisboa e Benfica (nome oficial) é um estádio de futebol de Categoria 4 localizado na freguesia de São Domingos de Benfica, cidade de Lisboa, em Portugal. O estádio que é propriedade do Sport Lisboa e Benfica, é também conhecido como "A Catedral".

## Inauguração e Percurso

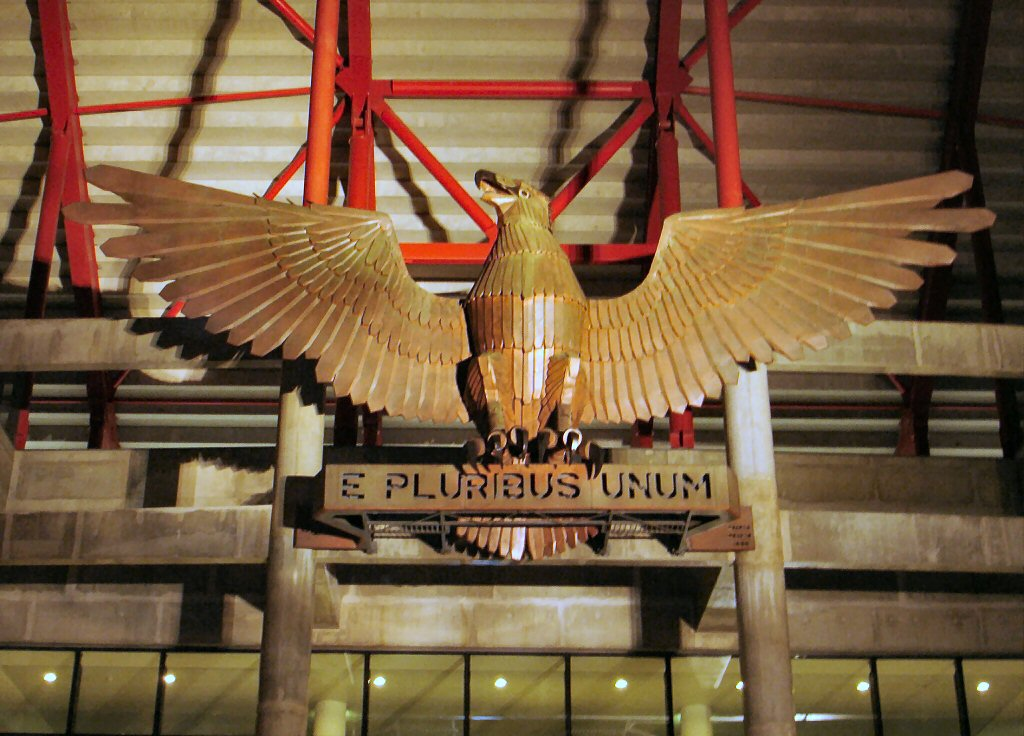
Símbolo da águia do Sport Lisboa e Benfica à entrada do Estádio

No âmbito da realização do Euro 2004 foi demolido o antigo Estádio da Luz e foi construído este novo estádio em local adjacente, tendo sido, inclusivamente, palco da final da competição. A autoria do projeto do novo estádio é da empresa norte-americana Populous.
O novo Estádio da Luz foi inaugurado no dia 25 de outubro de 2003, num jogo amigável contra a equipa uruguaia do Nacional. Nesse dia, 65 400 pessoas assistiram à vitória do SL Benfica por 2-1, com Nuno Gomes a bisar.
A 9 de novembro de 2009, o estádio ultrapassou a marca dos 6 milhões de espectadores.
No décimo aniversário do novo Estádio da Luz, a 25 de outubro de 2013, foi ultrapassada a marca dos 11 milhões de espectadores.
A 14 de Janeiro de 2017 passou a marca dos 15 milhões de espectadores, no jogo do campeonato nacional contra o Boavista.

## Instalações
O antigo Estádio da Luz inaugurado em 1 de Dezembro de 1954, data simbólica por ser comemorativa da Restauração da Independência de Portugal, tinha uma enorme capacidade, sendo o maior estádio da Europa e o terceiro maior do mundo. Foi denominado de Estádio da Luz por se localizar na paróquia histórica da "Luz" junto da Igreja de Nossa Senhora da Luz. Esse estádio teve uma das suas maiores assistências de sempre, quando em 1986/87 derrotou o FC Porto por 3-1, registando a entrada de 115 000 pessoas.
O atual Estádio da Luz, inaugurado em 2003, tinha a capacidade para 65 647. Contudo, a capacidade do Estádio da Luz baixou para os 64 642 lugares sentados em consequência da criação da caixa de segurança dos adeptos visitantes, sendo agora o vigésimo quinto maior estádio da Europa em termos de capacidade.
Junto ao Estádio da Luz, situa-se o Museu Benfica Cosme Damião, contando já com uma Estátua de Eusébio, A Praça dos Heróis e a Loja Oficial do clube.

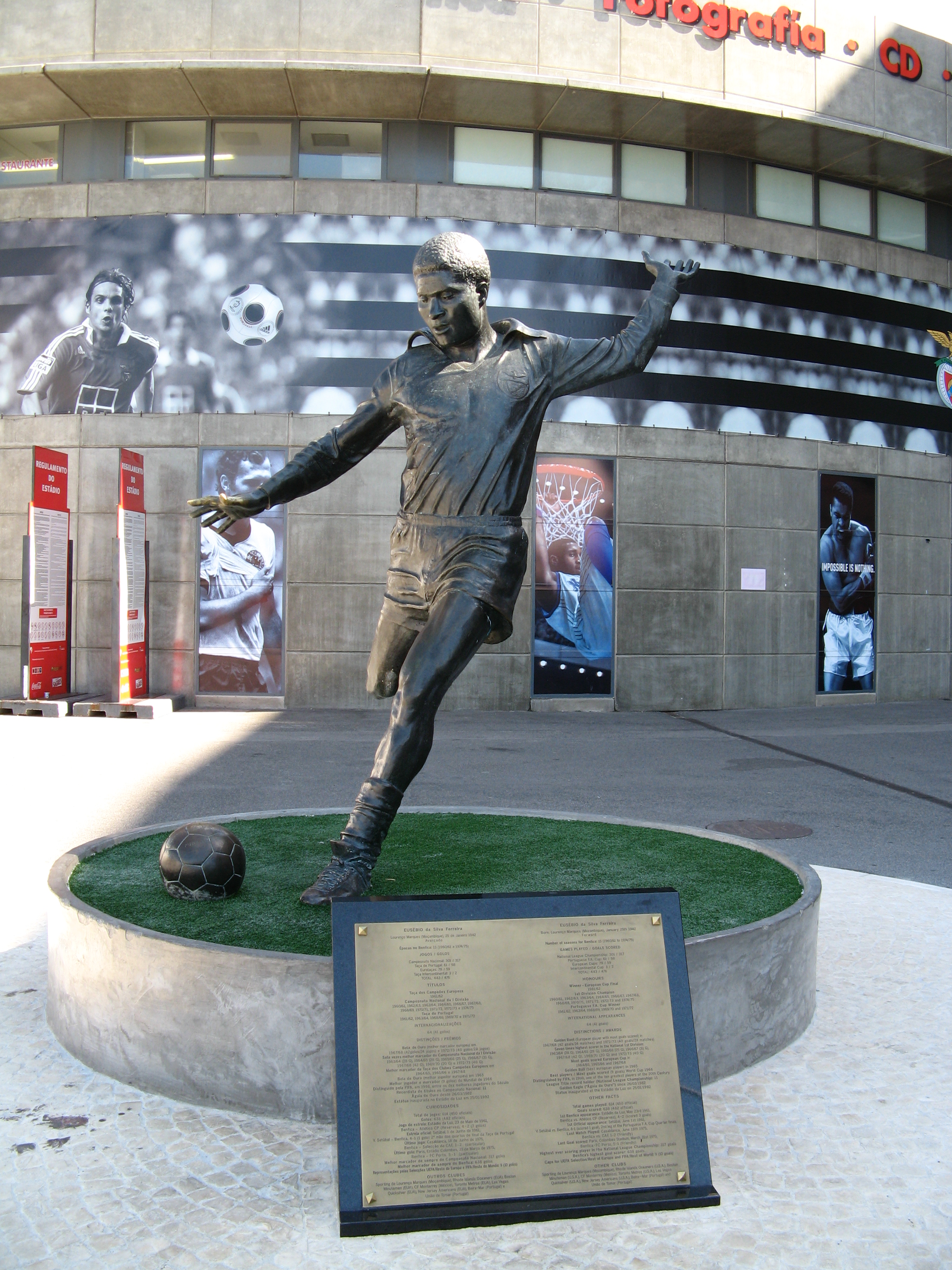
Estátua de Eusébio, à entrada do Estádio.

No dia 22 de setembro de 2006, o S.L. Benfica inaugurou, no Seixal, o local que alberga, não só a sua atual equipa principal de futebol nas suas múltiplas sessões de trabalho, mas também a formação de futuros jogadores e técnicos. Esse local designa-se por Benfica Campus.
O Sport Lisboa e Benfica é também proprietário do Pavilhão Fidelidade, do Pavilhão Nº 2 e do Complexo de Piscinas EDP, que fazem parte do estádio.
O complexo de piscinas é composto por 2 piscinas. Uma para crianças de 10m por 5m e uma de 25m com 8 pistas.
Foi anunciado em 24 de Setembro de 2019 por Luís Filipe Viera, o projeto para aumentar a capacidade da sede do Sport Lisboa e Benfica para 80 000 espectadores com a construção de «mais um nível no topo, a toda a volta» segundo o arquiteto Lavelle.[carece de fontes?] Contudo a opção mais realista passa por uma expansão através da venda de lugares em pé, sendo que isso implica uma alteração da lei.
Em junho de 2024, o Sport Lisboa e Benfica anuncia o aumento a capacidade do estádio para 66 mil espectadores ao acrescentar 950 lugares numa fila de cadeiras ao redor do estádio nos lugares reservados a pessoas com deficiências motoras. Já em Maio de 2025 iniciou-se a reforma da bancada junto ao relvado que durará duas épocas e que permitirá um acréscimo próximo dos 5 mil lugares. Após as obras o Estádio da Luz ficara com uma lotação de 70 mil lugares.
A 11 de julho de 2025 ficou concluída a primeira fase das obras de expansão do estádio, que permitiu o aumento da lotação para 68 100 lugares, além de melhorias em acessos e zonas de apoio.
A 22 de Julho de 2025 foi apresentado, no Estádio, o novo projeto "Benfica District", que planeia expandir e adicionar instalações no Estádio se Rui Costa ganhar as eleições a 25 de Outubro de 2025. O projeto (se avançar) deverá ser concluído até o Mundial de 2030.

## Dados Gerais
- Jogo inaugural (amigável): SL Benfica 2–1 Nacional, em 25 de outubro de 2003
- Primeiro jogo oficial: SL Benfica 1–2 Beira-Mar, em 2003-04
- Primeiro jogo da Taça UEFA: SL Benfica 1–0 Rosenborg, em 2003-04
- Primeiro jogo da Liga dos Campeões: SL Benfica 1–0 Lille, em 2005-06
- Jogo principal:  Portugal 0–1  Grécia, final do Euro 2004, 4 de julho de 2004
- Capacidade original: 65 647 lugares.
- Capacidade atual: 68 100 lugares.
- Endereço: Avenida Eusébio da Silva Ferreira 1500-313, Lisboa

## Eventos Desportivos

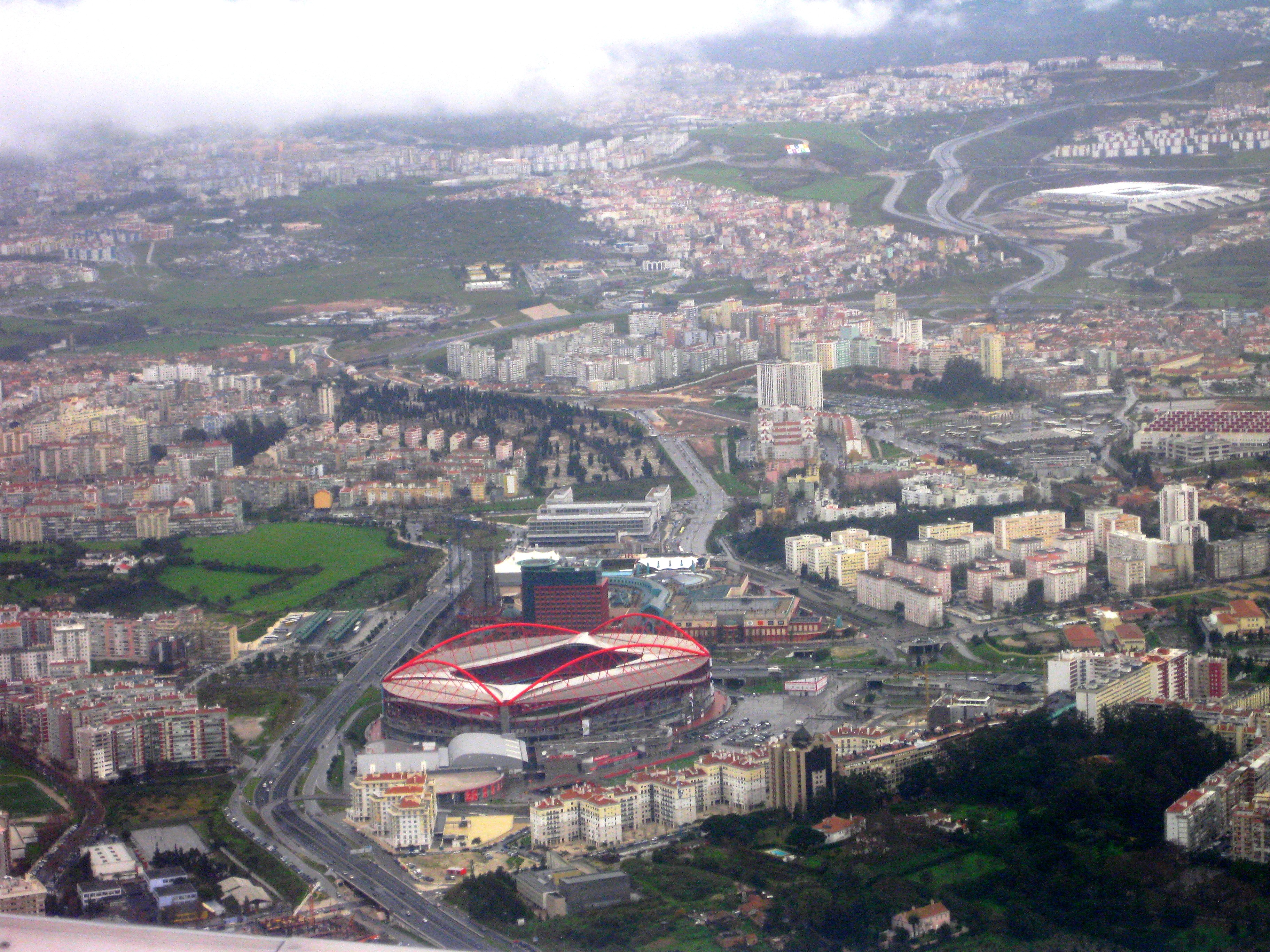
Vista aérea do Estádio da Luz

### Euro 2004
O Estádio da Luz foi o palco da final do Campeonato Europeu de Futebol de 2004 e recebeu três jogos da fase de grupos e um dos quartas de final.

### Candidatura Ibérica para o Mundial de 2018-2022
Em 2010, Portugal e Espanha apresentaram uma Candidatura Ibérica para os Mundiais de 2018 e de 2022, no qual o Estádio da Luz seria o palco de abertura dessa edição.
Esta candidatura teve um jogo ibérico entre as duas seleções neste estádio no qual Portugal ganhou 4-0 à Espanha. A candidatura de Portugal e Espanha sairia derrotada.

### Final da Liga dos Campeões de 2014 e 2020
A 20 de março de 2012 o Comité Executivo da UEFA anunciou que o Estádio da Luz iria receber a Final da Liga dos Campeões da UEFA de 2013–14, o que veio a se concretizar depois. A final foi vencida pelo Real Madrid por um placar de 4-1, após prolongamento, contra o Atlético de Madrid.
A final de 2019–20 iria ser disputado no dia 30 de maio de 2020 em Istambul, mas a final foi adiado para 23 de agosto e mudado para Estádio da Luz devido ao pandemia de COVID-19, assim a final de Istambul sendo adiado para 2021. As quartas de final e semifinais também passaram a serem disputados em jogos únicos, no Estádio da Luz e o Estádio José Alvalade, estádio do Sporting Clube de Portugal.

Na final, Bayern de Munique venceu o Paris Saint-Germain por 1 a 0, com gol de Kingsley Coman, sendo campeão europeu pela sexta vez, e campeão da tríplice coroa pela segunda vez, como já havia conseguido em 2013.

Panorama do Estádio da Luz - Alta resolução

### Jogos Internacionais da Seleção Nacional
| #  | Data       | Resultado | Oponente             | Competição                                                             |
| -- | ---------- | --------- | -------------------- | ---------------------------------------------------------------------- |
| 1  | 16/06/2004 | 2–0       | Rússia               | Campeonato Europeu de Futebol de 2004                                  |
| 2  | 24/06/2004 | 2–2       | Inglaterra           | Quartas de final do Campeonato Europeu de Futebol de 2004              |
| 3  | 04/07/2004 | 0–1       | Grécia               | Final do Campeonato Europeu de Futebol de 2004                         |
| 4  | 04/06/2005 | 2–0       | Eslováquia           | Eliminatórias da Copa do Mundo FIFA de 2006 - Europa                   |
| 5  | 08/09/2007 | 2–2       | Polónia              | Qualificações para o Campeonato Europeu de Futebol de 2008             |
| 6  | 10/10/2009 | 3–0       | Hungria              | Eliminatórias da Copa do Mundo FIFA de 2010 - Europa                   |
| 7  | 14/11/2009 | 1–0       | Bósnia e Herzegovina | Eliminatórias da Copa do Mundo FIFA de 2010 - Europa (play-offs)       |
| 8  | 17/11/2010 | 4–0       | Espanha              | Partida amistosa                                                       |
| 9  | 04/06/2011 | 1–0       | Noruega              | Qualificações para o Campeonato Europeu de Futebol de 2012             |
| 10 | 15/11/2011 | 6–2       | Bósnia e Herzegovina | Qualificações para o Campeonato Europeu de Futebol de 2012 (play-offs) |
| 11 | 02/06/2012 | 1–3       | Turquia              | Partida amistosa                                                       |
| 12 | 07/06/2013 | 1–0       | Rússia               | Eliminatórias da Copa do Mundo FIFA de 2014 - Europa                   |
| 13 | 15/11/2013 | 1–0       | Suécia               | Eliminatórias da Copa do Mundo FIFA de 2014 - Europa (play-offs)       |
| 14 | 29/03/2015 | 2–1       | Sérvia               | Qualificações para o Campeonato Europeu de Futebol de 2016             |
| 15 | 08/06/2016 | 7–0       | Estónia              | Partida amistosa                                                       |
| 16 | 25/03/2017 | 3–0       | Hungria              | Eliminatórias da Copa do Mundo FIFA de 2018 - Europa                   |
| 17 | 10/10/2017 | 2–0       | Suíça                | Eliminatórias da Copa do Mundo FIFA de 2018 - Europa                   |
| 18 | 07/06/2018 | 3–0       | Argélia              | Partida amistosa                                                       |
| 19 | 10/09/2018 | 1–0       | Itália               | Liga das Nações da UEFA de 2018–19                                     |
| 20 | 22/03/2019 | 0–0       | Ucrânia              | Qualificações para o Campeonato Europeu de Futebol de 2020             |
| 21 | 25/03/2019 | 1–1       | Sérvia               | Qualificações para o Campeonato Europeu de Futebol de 2020             |
| 22 | 11/11/2020 | 7–0       | Andorra              | Partida amistosa                                                       |
| 23 | 14/11/2020 | 0–1       | França               | Liga das Nações da UEFA de 2020–21                                     |
| 24 | 14/11/2021 | 1–2       | Sérvia               | Eliminatórias da Copa do Mundo FIFA de 2022                            |
| 25 | 17/06/2023 | 3–0       | Bósnia e Herzegovina | Qualificações para o Campeonato Europeu de Futebol de 2024             |

### Campeonato Europeu de Futebol de 2004
Construído para o torneio UEFA Euro 2004, este recinto acolheu 3 jogos da fase de grupos, 1 dos quartas de final e o jogo da grande final.
| Data                | Resultados | Resultados  | Resultados | Ronda            | Espectadores |
| ------------------- | ---------- | ----------- | ---------- | ---------------- | ------------ |
| 13 de junho de 2004 | França     | 2–1         | Inglaterra | Grupo B          | 62 487       |
| 16 de junho de 2004 | Rússia     | 0–2         | Portugal   | Grupo A          | 59 273       |
| 21 de junho de 2004 | Croácia    | 2–4         | Inglaterra | Grupo B          | 57 047       |
| 24 de junho de 2004 | Portugal   | 2–2 (6–5 p) | Inglaterra | Quartas de final | 62 564       |
| 4 de julho de 2004  | Portugal   | 0–1         | Grécia     | Final            | 62 865       |

### Jogos das Competições da UEFA
| Competição                                        | Data       | Equipa #1   | Equipa #1 | Resultado | Equipa #2 | Equipa #2          | Público |
| ------------------------------------------------- | ---------- | ----------- | --------- | --------- | --------- | ------------------ | ------- |
| Final da Liga dos Campeões da UEFA de 2013/14     | 24/05/2014 | Real Madrid | Espanha   | 4–1       | Espanha   | Atlético de Madrid | 60 976  |
| Liga dos Campeões da UEFA de 2019/20 – Fase Final | 12/08/2020 | Atalanta    | Itália    | 1–2       | França    | PSG                | 0       |
| Liga dos Campeões da UEFA de 2019/20 – Fase Final | 14/08/2020 | Barcelona   | Espanha   | 2–8       | Alemanha  | Bayern Munchen     | 0       |
| Liga dos Campeões da UEFA de 2019/20 – Fase Final | 18/08/2020 | RB Leipzig  | Alemanha  | 0–3       | França    | PSG                | 0       |
| Final da Liga dos Campeões da UEFA de 2019/20     | 23/08/2020 | PSG         | França    | 0–1       | Alemanha  | Bayern Munchen     | 0       |

## Eventos Culturais

### Concertos
| Data                  | Artista / Banda | Digressão de concertos          | Público total |
| --------------------- | --------------- | ------------------------------- | ------------- |
| 1–2 de junho de 2019  | Ed Sheeran      | ÷ Tour                          | 120 716       |
| 26 de junho de 2023   | Rammstein       | Rammstein Stadium Tour          | 50 000        |
| 24–25 de maio de 2024 | Taylor Swift    | The Eras Tour                   | 120 000       |
| 7 de junho de 2025    | Calema          | Tour 15 Anos                    | 55 000        |
| 26 de junho de 2025   | Imagine Dragons | Loom World Tour                 | 60 000        |
| 26-27 de maio de 2026 | Bad Bunny       | Debí Tirar Más Fotos World Tour | -             |

### Cerimónias
| Data                   | Entidade organizadora                            | Evento                         | Público total |
| ---------------------- | ------------------------------------------------ | ------------------------------ | ------------- |
| 7 de julho de 2007     | Fundação Novas Sete Maravilhas                   | Novas Sete Maravilhas do Mundo | 50 000        |
| 28–30 de junho de 2019 | Congresso Internacional das Testemunhas de Jeová | Love Never Fails               | 63 390        |
| 4 de agosto de 2023    | Jornada Mundial da Juventude                     | The Change                     | 44 000        |

## Incidentes
No dia 30 de Agosto de 2008, a 19 minutos do fim da partida entre o SL Benfica e o Futebol Clube Porto (Estádio da Luz), o adepto benfiquista Carlos Bernardo Santos entrou no recinto de jogo e atingiu o árbitro assistente no pescoço. Prontamente foi detido por elementos da Polícia de Segurança Pública (PSP) destacados para o jogo. O ato valeu também ao SL Benfica uma multa de 1500 euros, aplicada pela Comissão Disciplinar da Liga Portuguesa de Futebol Profissional.
A 26 de Novembro de 2011, após um SL Benfica 1-0 Sporting CP, parte da sua bancada norte foi incendiada pela claque sportinguista que apenas foi extinto por volta das 23h30m.
A 9 de Fevereiro de 2014, devido a uma violenta tempestade, o dérbi entre Benfica e Sporting, da 18.ª jornada da I Liga, foi adiado para terça-feira, 11 de Fevereiro do mesmo ano, por razões de segurança, devido à queda de detritos da cobertura, causada pelos fortes ventos, que deixou também impraticável o relvado do Estádio, isto devido à forte chuva. Ambos os clubes, Liga e Proteção Civil entenderam que não havia condições para se disputar a partida. Parte da cobertura do estádio caiu nas bancadas pouco depois de a zona ter sido evacuada.